# Bataille de Starobilsk
Pour un article plus général, voir Offensive de l'est de l'Ukraine.
Invasion de l'Ukraine par la Russie de 2022
Guerre du Donbass
Batailles
Offensive de Kiev (Jytomyr, Kiev) : 
- 1re Hostomel
- Tchernobyl
- Ivankiv
- Kiev
- 2e Hostomel
- Vassylkiv
- Boutcha
- Irpin
  - Bombardement de réfugiés
- Jytomyr
- Mochtchoun
- Makariv
- Brovary

Offensive du Nord (Tchernihiv, Soumy) :
- Hloukhiv
- Slavoutytch
- Bombardements
- Soumy
- Trostianets
- Tchernihiv
- Okhtyrka
- Lebedyn
- Konotop
- Romny
- Desna
- Escarmouches frontalières

Russie  (Briansk, Belgorod) :
- Incursions en Russie occidentale
  - Oblast de Briansk
  - Oblasts de Belgorod et de Koursk
    - Incursions de 2024

  - Bombardement de Belgorod
- Oblast de Koursk (août 2024)

Campagne de l'Est (Donetsk, Louhansk, Kharkiv)
Kharkiv :
- 1re Kharkiv
  - Tchouhouïv
  - Bombardements : en février
  - en mars
  - en avril
  - du bâtiment administratif
- Izioum
- 2e Kharkiv
  - Balaklia
  - 1re Koupiansk
  - Chevtchenkove
- 3e Kharkiv

Nord du Donbass:
- Starobilsk
- Sloviansk
  - Dovhenke
  - 1re Lyman
  - Sviatohirsk
  - Bohorodychne et Krasnopillia
  - Bombardements : Bilohorivka
  - Kramatorsk
- Sievierodonetsk
  - Kreminna
  - Donets
  - Roubijné
  - Popasna
  - Tochkivka
  - Massacre
- Lyssytchansk
- 2e Kharkiv
  - Balaklia
  - 1re Koupiansk
  - Chevtchenkove
  - 2e Lyman
- Oblast de Louhansk
  - Ligne Svatove-Kreminna
  - Serebryansky
  - 2e Koupiansk

 Centre du Donbass:
- Horlivka
- Popasna
- Svitlodarsk
- Bakhmout
  - Soledar
- Siversk
- Tchassiv Iar
- Toretsk

Sud du Donbass :
- Volnovakha
- Marioupol
  - Bombardements : de l'hôpital
  - du théâtre
  - de l'école d'art
- Pisky
- Vouhledar
  - Pavlivka
- Marïnka
- Contre-offensive de 2023
- Avdiïvka
- Novomykhaïlivka
- Pokrovsk
  - Krasnohorivka
  - Toretsk
- Bombardements :
- Makiïvka
- Donetsk

Campagne du Sud (Mykolaïv, Kherson, Zaporijjia)
- 1re Kherson
- Odessa
- Melitopol
- Mykolaïv
  - Bombardements : à fragmentation
  - du bâtiment administratif
- 1re Berdiansk
- Zaporijjia
- Tchornobaïvka
- Enerhodar
- Voznessensk
- Houliaïpole
- Davydiv Brid
- 2e Berdiansk
- Nova Kakhovka
- 2e Kherson
  - Doudtchany
- Dniepr
- Tchoulakivka
- Contre-offensive de 2023
  - Robotyne

Frappes aériennes dans l'Ouest et le Centre de l'Ukraine
- Lviv (02/2022)
- Vinnytsia (03/2022)
- Yavoriv (03/2022)
- Deliatyne (03/2022)
- Dnipro

Guerre navale
- Île des Serpents (02/2022)
- Moskva (04/2022)

Attaques en Crimée
- Novofedorivka (08/2022)
- Djankoï (08/2022)
- Pont de Crimée (10/2022)
- Base navale de Sébastopol (10/2022)
- Pont de Crimée (07/2023)
- Base navale de Sébastopol (09/2023)

Débordement
- Aéroport de Millerovo
- Sabotages en Russie
- Attaques en Transnistrie
- Sabotage des gazoducs Nord Stream
- Terrain d'entraînement militaire de Soloti
- Explosions en Pologne
- Bases aériennes de Dyagilevo et Engels-2
- Base aérienne de Minsk-Matchoulichtchi
- Crise russo-moldave de 2023
  - Accusations de tentative de coup d'État en Moldavie
- Incident de drone de 2023 en mer Noire
- Rébellion du groupe Wagner

Massacres
- Tchernihiv
- Boutcha
- Borodianka
- Olenivka
- Izioum

La bataille de Starobilsk est une bataille  de l’invasion russe de l'Ukraine de 2022 qui a débuté le 24 février 2022 pour se terminer le 2 mars.

## Géographie et contexte
Starobilsk (ukrainien : Старобільськ, russe : Старобельск) est une ville située près de Louhansk dans l'oblast de Louhansk, en Ukraine. Elle sert de centre administratif au raïon de Starobilsk. La rivière Aïdar coule à l'ouest du centre-ville, créant un obstacle naturel. 
L'invasion de l'Ukraine par la Russie de 2022 est déclenchée le 24 février sur ordre du président russe Vladimir Poutine.

## Bataille
Les bombardements de la ville par les forces russes commencent dès le 24 février 2022, premier jour de l'invasion de l'Ukraine par la Russie. Les premiers affrontements près de Starobilsk sont aussi signalés le 24 février. Selon les forces ukrainiennes, deux chars russes et un véhicule blindé ont été détruits. Le 25 février 2022, les Forces armées ukrainiennes ont affirmé avoir détruit une colonne de soldats russes qui s'était préparée à traverser la rivière Aïdar. Les forces russes se seraient alors retirées.
La ville a été fortement endommagée par les obus des barrages d'artillerie russes. Dès le 1er mars des chars russes pénètrent dans Starobilsk. Selon une habitante : « Pendant trente minutes, dans ma rue, les colonnes ne s’arrêtaient pas d’avancer ».
Après la prise de Starobilsk par les forces russes, les habitants sortent dans la rue le 2 mars et essayent de stopper des colonnes militaires russes. Pour ce faire, alors qu'ils sont désarmés,  ils brandissent des drapeaux ukrainiens et chantent l’hymne de l'Ukraine. Les militaires russes tirent en l'air pour disperser les manifestants.